# 東京新聞
《東京新聞》（日语：／ Tōkyō Shinbun）是由中日新聞東京本社所發行的日報。報紙論調被認為偏向左派。其前身為都新聞（1884年9月25日創刊、1889年改名為都新聞）。報紙的特色是較為強調文藝新聞。日报每日發行量為545,577份。

## 分區
- 東京都
  - 都心版
  - 山手版
  - 老鎮版
  - 武蔵野版
  - 多摩版
- 神奈川縣
  - 横浜版
  - 川崎版
  - 神奈川版
- 千葉縣
  - 千葉中央版
  - 千葉房總版
- 埼玉縣
  - 埼玉中央版
  - 埼玉版
- 其他地域
  - 茨城版
  - 栃木版
  - 群馬版
  - 静岡版

## 外部連結
- 東京新聞 TOKYO Web （页面存档备份，存于）
- 中日新聞 CHUNICHI Web （页面存档备份，存于）